# Bộ Chính trị Đảng Cộng sản Trung Quốc khóa X

### Đại hội Đảng Cộng sản Trung Quốc lần thứ 10
| Đại hội Đảng Cộng sản Trung Quốc lần thứ 10 (1973) | Đại hội Đảng Cộng sản Trung Quốc lần thứ 10 (1973) | Đại hội Đảng Cộng sản Trung Quốc lần thứ 10 (1973) | Đại hội Đảng Cộng sản Trung Quốc lần thứ 10 (1973)                                |
| Trước Hội nghị Trung ương 3 (1977)                 | Trước Hội nghị Trung ương 3 (1977)                 | Trước Hội nghị Trung ương 3 (1977) | Trước Hội nghị Trung ương 3 (1977)                                                |
| Thứ tự                                             | Tên                                                | Chức vụ Đảng và Nhà nước | Ghi chú khác                                                                      |
| -------------------------------------------------- | -------------------------------------------------- | --- | --------------------------------------------------------------------------------- |
| 1                                                  | Mao Trạch Đông                                     | Chủ tịch Đảng | Ủy viên thứ 1 Ban Thường vụ Bộ Chính trị Mất tháng 10 năm 1976 khi đang tại nhiệm |
| 2                                                  | Hoa Quốc Phong                                     | Phó Chủ tịch Đảng →Chủ tịch Đảng Phó Thủ tướng | Ủy viên thứ 2 Ban Thường vụ Bộ Chính trị Tháng 4 năm 1976 từ chức                 |
| 3                                                  | Chu Ân Lai                                         | Phó Chủ tịch Đảng,Thủ tướng Quốc vụ viện,Chủ tịch Chính Hiệp | Ủy viên thứ 3 Ban Thường vụ Bộ Chính trị Mất tháng 1 năm 1976 khi đang tại nhiệm  |
| 4                                                  | Vương Hồng Văn                                     | Phó Chủ tịch Đảng | Ủy viên thứ 4 Ban Thường vụ Bộ Chính trị một trong Tứ nhân bang                   |
| 5                                                  | Vi Quốc Thanh                                      | Bí thư Quân khu Quảng Đông |                                                                                   |
| 6                                                  | Diệp Kiếm Anh                                      | Phó Chủ tịch Đảng,Phó Chủ tịch Quân ủy Trung ương,Bộ trưởng Bộ Quốc phòng                                                                                               | Ủy viên thứ 6 Ban Thường vụ Bộ Chính trị                                          |
| 7                                                  | Lưu Bá Thừa                                        | Phó Chủ tịch Quân ủy Trung ương,Phó ủy viên trưởng Nhân Đại |                                                                                   |
| 8                                                  | Giang Thanh                                        | Tổ Trưởng tổ Cách mạng Văn hóa | 1 trong Tứ nhân bang                                                              |
| 9                                                  | Chu Đức                                            | Ủy viên Trưởng Ủy ban thường vụ Nhân Đại Nguyên Soái Quân đội | Ủy viên thứ 8 Ban Thường vụ Bộ Chính trị                                          |
| 10                                                 | Hứa Thế Hữu                                        | Thứ trưởng Bộ Quốc phòng,Tư lệnh Quân khu Quảng Châu |                                                                                   |
| 11                                                 | Kỉ Đăng Khuê                                       | Phó Thủ tướng,Trưởng ban Tiểu ban Chính Pháp Trung ương, Chính ủy Quân khu Bắc Kinh→Chủ nhiệm Ủy ban An ninh Trung ương                                                 |                                                                                   |
| 12                                                 | Ngô Đức                                            | Bí thư Thị ủy Bắc Kinh,Chủ nhiệm Ủy ban Cách mạng Bắc Kinh |                                                                                   |
| 13                                                 | Uông Đông Hưng                                     | Chủ nhiệm Văn phòng Trung ương Đảng |                                                                                   |
| 14                                                 | Trần Vĩnh Quý                                      | Phó Thủ tướng |                                                                                   |
| 15                                                 | Trần Tích Liên                                     | Phó Thủ tướng,Tư lệnh kiêm Bí thư Quân khu Bắc Kinh,Thành viên Tiểu ban Xử lý Công tác thường nhật Quân Ủy                                                              |                                                                                   |
| 16                                                 | Lý Tiên Niệm                                       | Phó Thủ tướng |                                                                                   |
| 17                                                 | Lý Đức Sinh                                        | Phó Chủ tịch Đảng | Ủy viên thứ 7 Ban Thường vụ Bộ Chính trị Tháng 1 năm 1975 từ chức                 |
| 18                                                 | Trương Xuân Kiều                                   | Phó Thủ tướng,Phó Tổ trưởng Tổ tuyên truyền Trung ương Bí thư Thượng Hải,Thành viên Văn phòng Quân ủy                                                                   | Ủy viên thứ 9 Ban Thường vụ Bộ Chính trị 1 trong Tứ nhân bang                     |
| 19                                                 | Diêu Văn Nguyên                                    | | 1 trong Tứ nhân bang                                                              |
| 20                                                 | Khang Sinh                                         | Phó Chủ tịch Đảng | Ủy viên thứ 5 Ban Thường vụ Bộ Chính trị                                          |
| 21                                                 | Đổng Tất Vũ                                        | Quyền Chủ tịch nước | Ủy viên thứ 10 Ban Thường vụ Bộ Chính trị                                         |
| 22                                                 | Đặng Tiểu Bình                                     | Phó Chủ tịch Đảng,Phó Thủ tướng | Ủy viên thứ 11 Ban Thường vụ Bộ Chính trị Tháng 1 năm 1975 từ chức                |
| Ủy viên Dự khuyết                                  |                                                    | |                                                                                   |
| Thứ tự                                             | Tên                                                | Chức vụ Đảng và Nhà nước | Ghi chú khác                                                                      |
| 1                                                  | Ngô Quế Hiền                                       | Phó Thủ tướng | (nữ)                                                                              |
| 2                                                  | Tô Chấn Hoa                                        | Bí thư Thượng Hải kiêm Thị trưởng Thượng Hải, Chính ủy Hải quân Giải phóng Nhân dân                                                                                     |                                                                                   |
| 3                                                  | Nghê Chí Phúc                                      | Chủ nhiệm Tổng công hội Bắc Kinh |                                                                                   |
| 4                                                  | Trại Phúc Đỉnh                                     | Phó ủy viên trưởng Ủy ban Thường vụ Nhân Đại,Ủy viên Ủy ban Quốc phòng Trung Quốc Bí thư,Chủ tịch kiêm Chủ nhiệm Ủy ban Cách mạng Khu ủy tự trị Tân Cương -Duy ngôn nhĩ |                                                                                   |
| Sau Hội nghị Trung ương 3 (1977)                   |                                                    | |                                                                                   |
| Thứ tự                                             | Tên                                                | Chức vụ Đảng và Nhà nước | Ghi chú khác                                                                      |
| 1                                                  | Vi Quốc Thanh                                      | Chủ nhiệm Tổng cục Chính trị Quân đội Giải phóng Nhân dân |                                                                                   |
| 2                                                  | Diệp Kiếm Anh                                      | Ủy viên trưởng Ủy ban thường vụ Nhân Đại | Ủy viên thứ 2 Ban Thường vụ Bộ Chính trị                                          |
| 3                                                  | Lưu Bá Thừa                                        | Phó Chủ tịch Quân ủy Trung ương,Phó ủy viên trưởng Nhân Đại |                                                                                   |
| 4                                                  | Hứa Thế Hữu                                        | Tư lệnh Quân khu Quảng Châu |                                                                                   |
| 5                                                  | Hoa Quốc Phong                                     | Chủ tịch Đảng,Thủ tướng Quốc vụ viện,Chủ tịch Quân ủy Trung ương | Ủy viên thứ 1 Ban Thường vụ Bộ Chính trị                                          |
| 6                                                  | Kỉ Đăng Khuê                                       | Chủ nhiệm Ủy ban An ninh Trung ương,Phó Thủ tướng,Trưởng ban Tiểu ban Chính Pháp Trung ương                                                                             |                                                                                   |
| 7                                                  | Ngô Đức                                            | Phó Ủy viên trưởng Ủy ban Thường vụ Nhân Đại |                                                                                   |
| 8                                                  | Uông Đông Hưng                                     | Phó Chủ tịch Đảng |                                                                                   |
| 9                                                  | Trần Vĩnh Quý                                      | Phó Thủ tướng |                                                                                   |
| 10                                                 | Trần Tích Liên                                     | Phó Thủ tướng,Tư lệnh kiêm Bí thư Quân khu Bắc Kinh,Thành viên Tiểu ban Xử lý Công tác thường nhật Quân Ủy                                                              |                                                                                   |
| 11                                                 | Lý Tiên Niệm                                       | Phó Thủ tướng |                                                                                   |
| Ủy viên Dự khuyết                                  |                                                    | |                                                                                   |
| Thứ tự                                             | Tên                                                | Chức vụ Đảng và Nhà nước | Ghi chú khác                                                                      |
| 1                                                  | Ngô Quế Hiền                                       | Phó Thủ tướng | (nữ)                                                                              |
| 2                                                  | Tô Chấn Hoa                                        | Bí thư Thượng Hải kiêm Thị trưởng Thượng Hải, Chính ủy Hải quân Giải phóng Nhân dân                                                                                     |                                                                                   |
| 3                                                  | Nghê Chí Phúc                                      | Chủ tịch Tổng Công hội Toàn quốc,Bí thư Thị ủy Thượng Hải,Phó Chủ tịch Ủy ban Cách mạng thành phố Thượng Hải                                                            |                                                                                   |
| 4                                                  | Trại Phúc Đỉnh                                     | Phó ủy viên trưởng Ủy ban Thường vụ Nhân Đại Bí thư,Chủ tịch kiêm Chủ nhiệm Ủy ban Cách mạng Khu ủy tự trị Tân Cương -Duy ngôn nhĩ                                      |                                                                                   |